# Copelatus assimilis
Copelatus assimilis är en skalbaggsart som beskrevs av Régimbart 1895. Copelatus assimilis ingår i släktet Copelatus och familjen dykare.

## Underarter
Arten delas in i följande underarter:
- C. a. incristatus
- C. a. assimilis